# Los Wankh
Los wankh (Servants of the Wankh) es una novela de ciencia ficción escrita por Jack Vance en 1969. Es el segundo libro de la serie del Ciclo de Tschai.
En modernas ediciones aparece con el título The Wannek. En algún momento de su vida Mr. Vance descubrió cuál era el significado que se había atribuido a la palabra wank y decidió modificar el nombre de la raza que da título a este volumen por Wannek. 

## Argumento
Adam Reith, junto a sus compañeros Traz, Anacho y Ylin-Ylan, viaja de camino a Cath, tierra natal de Ylin-Ylan, para llevarla a casa y buscar una nave. La plataforma chasch en la que viajan embarranca en Coad. Allí se encuentran con Dordolio, un yao que busca a Ylin-Ylan. Embarcan para Cath, y durante el viaje, la visión de Reith besando a otra chica hace que Ylin-Ylan entre en el awaile, un éxtasis asesino provocado por la vergüenza al que son muy dados los yao. Al desembarcar visitan el Palacio del Jade Azul para comunicar al padre, Cizante, las noticias. Éste les recibe gélidamente, y más tarde su asistente, Helsse, explica que Cizante prometió lo que quisiera a quien trajera noticias de su hija, y ya que Dordolio es enemigo de su familia, quiere llegar a algún acuerdo para que Reith pida una recompensa discreta. Tras un intento de asesinato, en el que encuentran unas notas escritas en wankh, buscan un traductor entre los lokhar, y encuentran a Zarfo. Mientras habla con él, es atacado por un asesino profesional, que resulta estar pagado por Helsse. Tras recibir una gran suma y escapar del gremio de asesinos, viajan hacia Ao Hidis, ciudad wankh, con la intención de contratar a varios técnicos lokhar y robar una nave. Por el camino por el río, Helsse desaparece, probablemente raptado por los Pnume, y lo encuentran catatónico días después, siguiéndoles por la ruta. Le llevan a un curandero que lo hipnotiza, revelando que es un hombre-chasch. Parece morir al preguntarle por su actual estado. El plan no resulta, ya que capturan una nave con controles nuevos y con un wankh dentro. Caen sobre un lago y son llevados a la ciudad, donde son interrogados por un grupo de wankhs y hombres-wankh entre los que se encuentra Helsse, aprovechando su anterior hipnosis, Reith hace que traduzca a los wankh que están siendo engañados por sus intermediarios para que la guerra con los Dirdir continúe y así mantener su estatus. Al saberlo, los wankh los expulsan.
- Datos: Q3228343